# Ngày của Cha Mẹ

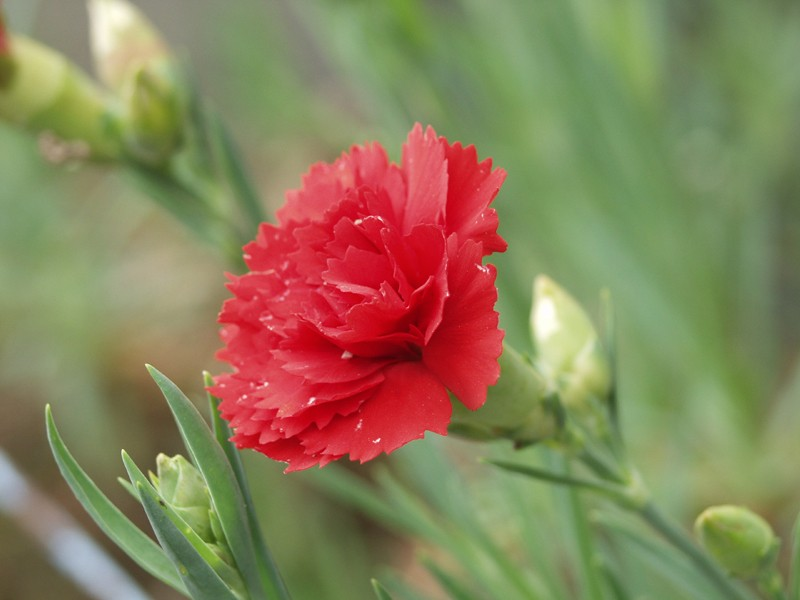
Hoa cẩm chướng loài hoa tượng trưng cho Ngày của Cha mẹ và được con cái tặng cho cha mẹ trong ngày lễ này ở Hàn Quốc.

Ngày của Cha Mẹ là một ngày lễ được tổ chức ở nhiều quốc gia trên thế giới nhằm tôn vinh và tri ân công lao sinh thành, dưỡng dục của cha mẹ. Ngày lễ này thường được tổ chức vào một ngày cụ thể trong năm, tùy thuộc vào phong tục của mỗi quốc gia. Vào năm 2012, Liên Hợp Quốc đã tuyên bố ngày 1 tháng 6 là Ngày Cha Mẹ trên toàn cầu. Đây là một ngày để ghi nhận "lòng hy sinh quên mình của cha mẹ dành cho con cái và sự cống hiến suốt đời để nuôi dưỡng mối quan hệ thiêng liêng này".

## Tại các quốc gia

### Hàn Quốc
Ở Hàn Quốc, Ngày của Cha Mẹ (tiếng Hàn Quốc: 어버이날 Eobeoinal) được tổ chức vào ngày 8 tháng 5 hàng năm. Trước đây, Hàn Quốc cũng có Ngày của Mẹ vào ngày 8 tháng 5. Tuy nhiên, vào năm 1973, hai ngày lễ này đã được gộp lại thành Ngày của Cha Mẹ. Sự thay đổi này nhằm thể hiện sự tôn kính, yêu thương và trân trọng của con cái dành cho cả cha và mẹ.

### Hoa Kỳ
Ở Hoa Kỳ, Ngày của Cha Mẹ được tổ chức vào Chủ nhật thứ tư của tháng Bảy hàng năm. Đây là ngày lễ chính thức do Quốc hội Hoa Kỳ lập ra vào năm 1994 dưới thời Tổng thống Bill Clinton. Nghị quyết thành lập ngày lễ này (36 U.S.C. § 135) nhằm mục đích "ghi nhận, tôn vinh và hỗ trợ vai trò của cha mẹ trong việc nuôi dạy con cái." Nghị quyết được Thượng nghị sĩ Cộng hòa Trent Lott đề xuất và nhận được sự ủng hộ của Giáo hội Thống nhất.